# Борн, Франсуа
Франсуа Борн (фр. François Borne; 1840—1920) — французский флейтист-виртуоз, музыкальный педагог, композитор.
Первая флейта Большого театра в Бордо, профессор Тулузской консерватории. В сотрудничестве с Джалма Жюлио работал над усовершенствованием конструкции флейты, пытаясь объединить достоинства классического инструмента и системы Бёма. Участвовал в создании ми-механики.
Автор множества виртуозных произведений для флейты, из которых пережила своё время только Блестящая фантазия на темы оперы Бизе «Кармен» для флейты и фортепиано, написанная в 1880 году и посвящённая тулузскому композитору и органисту Иньясу Лейбаку. Эта фантазия входит в репертуар многих ведущих флейтистов — в том числе Джеймса Голуэя, Полы Робисон, Шарон Безали, — неоднократно оркестрована (в том числе Раймоном Мейланом), переложена для флейты и гитары, для кларнета и фортепиано и др. Среди других сочинений Борна — аналогичная фантазия на темы оперы Мейербера «Африканка» (1885).